# Atlacamani
Atlacamani era, nella mitologia azteca, la dea delle tempeste oceaniche come, ad esempio, gli uragani.

Era probabilmente una delle rappresentazioni di Chalchiuhtlicue.